# Johannes Regis
Johannes Regis (francés: Jehan Leroy; c. 1425 – c. 1496) era un compositor de la escuela franco flamenca del Renacimiento. Fue un compositor bien conocido del final del siglo XV, hizo una contribución importante en el Códice de Chigi, y fue secretario del compositor Guillaume Dufay.

## Vida
No se conoce nada sobre su vida hasta 1451, cuándo llegó a ser maestro de coro en la iglesia de San Vicente de Soignies, cerca de Mons en la Provincia de Henao, que era un centro musical importante en aquel tiempo, donde varios compositores famosos o trabajaban o se educaron allí, incluyendo a Gilles Binchois, quién fue probablemente un asociado de Regis. La primera música conocida de Regis está conservada en los libros de cánticos de la catedral de Cambrai, entre 1462 y 1465, lo cual indica que puede haber empezado a trabajar allí entonces.
Entre 1464 y 1474 sirvió como secretario de Guillaume Dufay, y posiblemente vivió en Cambrai por mucho tiempo. También al principio de los años 70 del siglo XV está mencionado como uno de los compositores importantes de la época por el teórico Johannes Tinctoris, indicando la envergadura de su reputación. Probablemente murió a principios del verano de 1496, puesto que su puesto fue declarado vacante entonces, y eliminado.

## Música
Dos misas, siete motetes, un Ave Maria y dos canciones profanas, ambos en forma de rondó, han sobrevivido de Regis; alguna otra música está mencionada por Tinctoris y otros escritores pero está perdida.  Uno de sus trabajos perdidos es una Missa L'homme armé; datada alrededor de 1450;  es una de las misas conocidas más tempranas basada en esta melodía.  Además de esta misa perdida,  escribió otra basada en la misma tonada, la Dum sacrum mysterium/Missa l'homme armé; esta ha sobrevivido, y es un gran logro contrapuntístico que usa hasta tres melodías preexistentes simultáneamente en las cuatro voces.  Regis es uno de los pocos compositores conocidos por haber escrito más de una misa de L'homme armé.
Regis fue uno de los primeros compositores que escribió para cinco voces, una agrupación estándar en la música de la siguiente generación (por ejemplo, en la música de Josquin des Prez).  De hecho, sus motetes para cinco voces parecen haber sido utilizados por la siguiente generación, incluyendo Loyset Compère, Gaspar van Weerbeke, Josquin, y Jacob Obrecht como modelos para su propio trabajo.